# Kakel
För andra betydelser, se Kakel (olika betydelser).

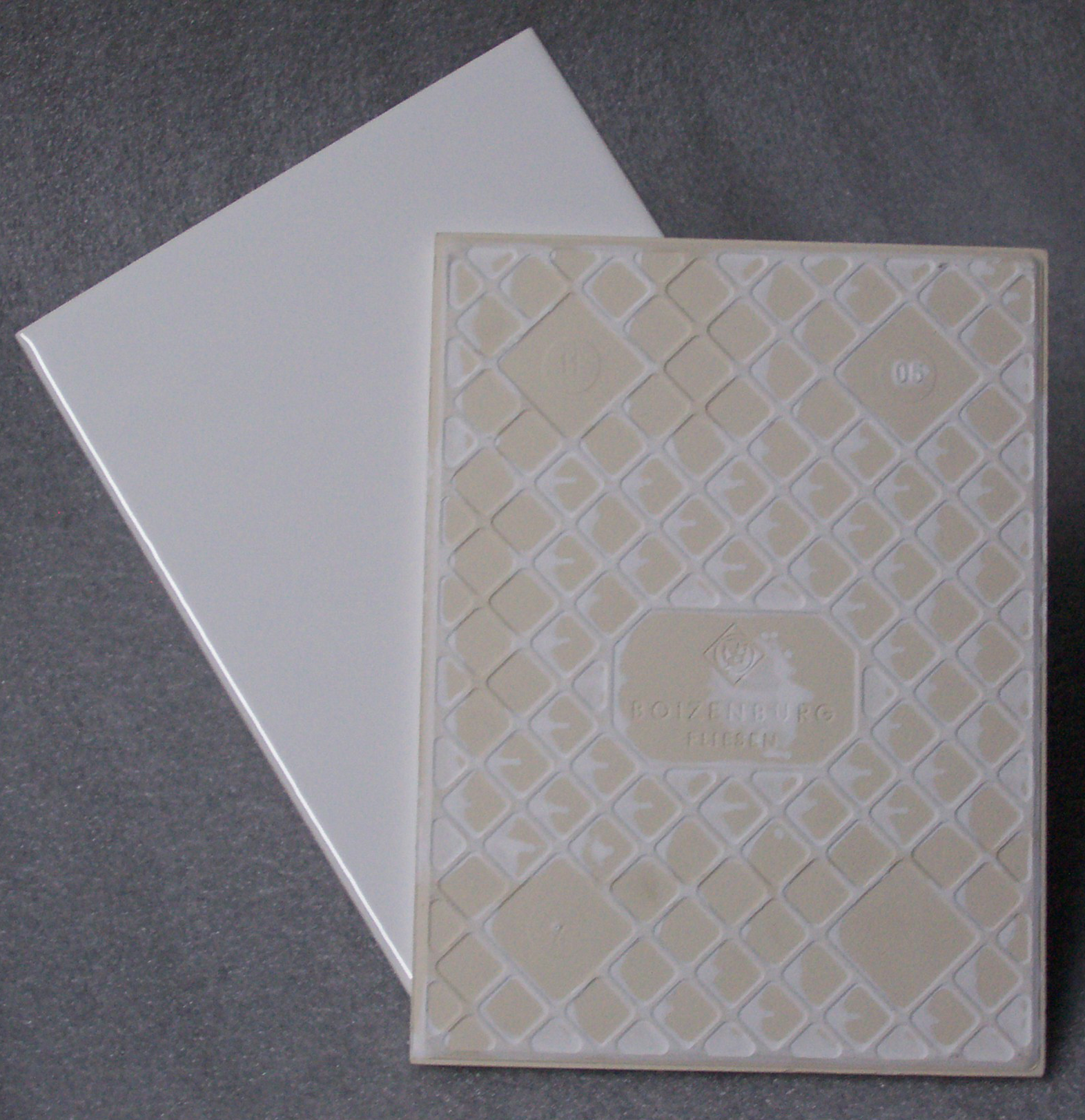
Kakelplattor.

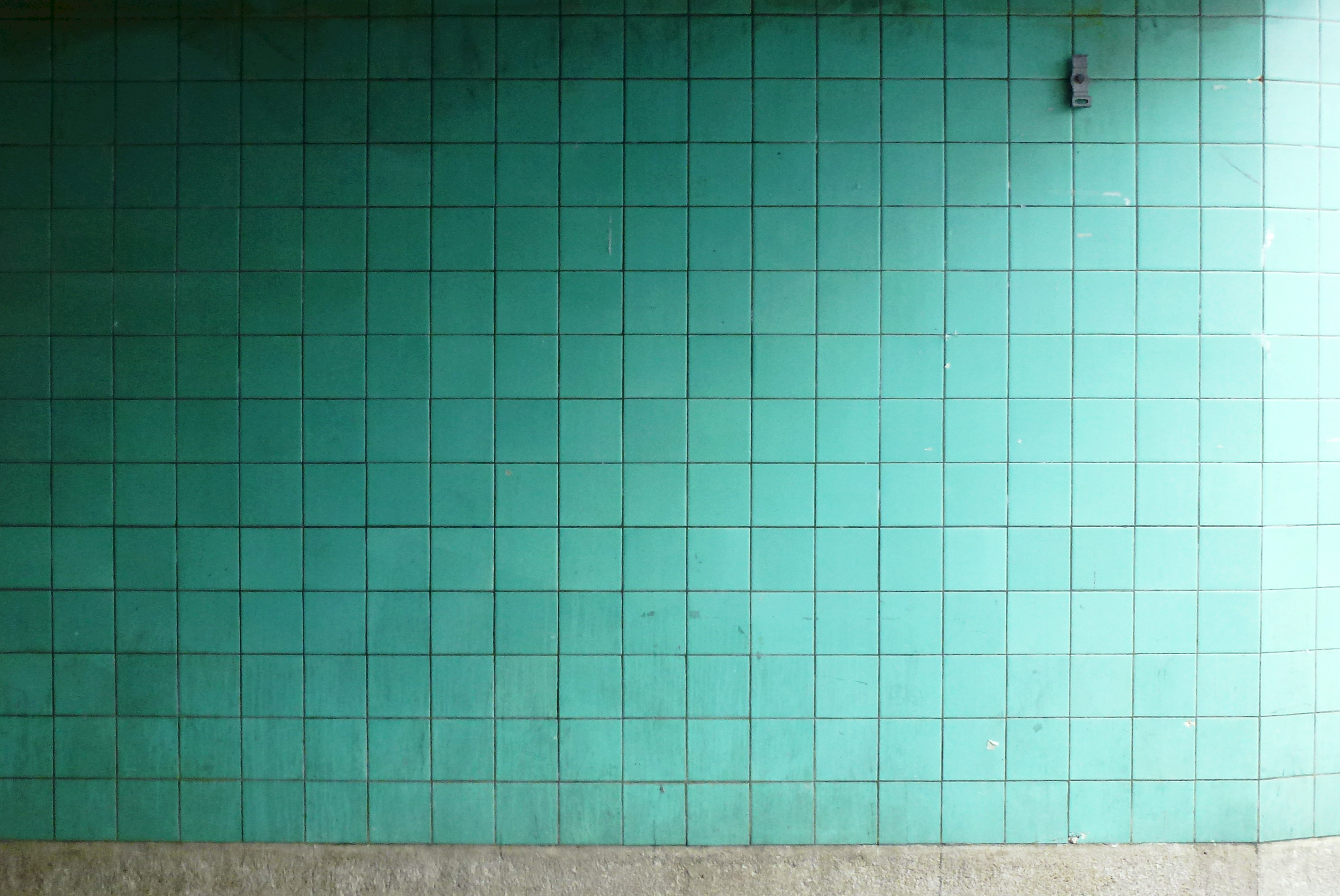
Frostbeständigt kaklet i "Gröna gången" på Slussen i Stockholm.

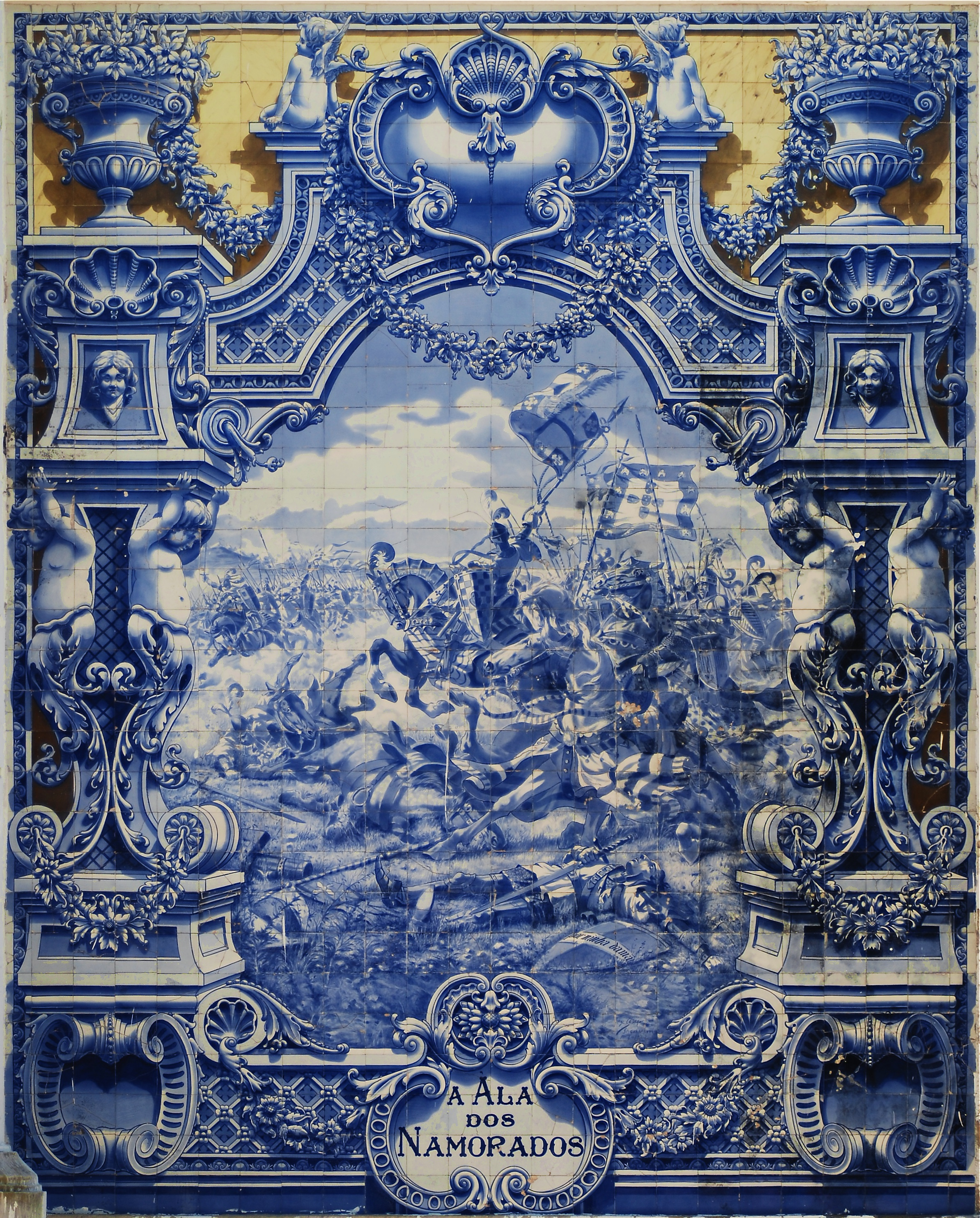
Slaget vid Aljubarrota, konstverk i kakel av den portugisiske konstnären Jorge Colaço.

Kakel, lergodsplattor med glasyr på en sida, används som skyddande och ofta dekorativ väggbeklädnad.

## Användning
Kakel används främst i simhallar, badrum och kök, samt i olika lokaler för livsmedel och deras tillverkning liksom i offentliga miljöer som kräver ett tåligt och lätt rengöringsbart ytskikt. En typ av kakel finns som utvändig dekorativ beklädnad på kakelugnar. 
I vissa länder, särskilt Spanien, Portugal och Brasilien har man en tradition att dekorera byggnader med kakel (azulejos).
Kakelbeklädnad tål normalt inte frost eftersom kakel suger åt sig fukt; klinker är mer frostsäker. Det finns även frostsäkert kakel som exempelvis redan 1935 kom till användning för olika väggbeklädnader på Slussen i Stockholm. Materialet har visat sig vara oömt och lättskött. Kakelplattorna på Slussen klarade såväl klotter som hård rengöring och blev aldrig utbytta.
Kakel och klinker brukar vara en generell benämning när man syftar på keramiska plattor för golv och vägg. Skillnaden är att kakel är endast avsett för vägg medan klinker kan man ha både på vägg och golv. Kakel är oftast porösare, inte frostsäkert och normalt glaserat samt tål inte mekaniskt slitage. Klinker är ett material till golv, men kan även användas som väggbeklädnad. I många sydligare länder så klär man fastighetsfasader med klinker.

## Historik
Det klassiska materialet för kakel, fajans, har sitt ursprung i de väggplattor i glaserat tegel som tillverkades i Assyrien från omkring 1000 f. Kr. och senare i Babylonien, Egypten och Persien. Användningen av kakel spred sig via de islamska kulturerna till Europa under medeltiden. I Europa började man framställa kakel i Spanien på 1300-talet och en tid därefter även i Italien. Under 1500-talet nådde kakeltillverkningen till Holland, som under 1600-talet dominerade kakeltillverkningen med kakelplattor i så kallad delftfajans. De holländska kaklen kopierades även i andra länder, bland annat i Danmark.
I Sverige ingick kakelplattor i Holländsk stil bland Rörstrands tidigaste produktion. Flera kakelugnsmakare tog dock ganska snart upp egen tillverkning.
Kakel har även varit en populär fasadbeklädnad. Den österrikiska jugendarkitekturen kännetecknas av användning av kakel som dekorativa punktaccenter eller i större sammanhängande ytor.